# Liste des évêques de Springfield-Cape Girardeau
Cette page présente la liste des évêques de Springfield-Cape Girardeau
Le diocèse de Springfield-Cape Girardeau (en) (Dioecesis Campifontis-Capitis Girardeauensis) dans le Missouri (à ne pas confondre avec le diocèse de Springfield, dans le Massachusetts, ni avec le diocèse de Springfield en Illinois (en), dans l'Illinois), est créé le 2 juillet 1956, par détachement de l'archidiocèse de Saint-Louis et du diocèse de Saint-Joseph.

## Sont évêques
- 24 août 1956-27 janvier 1962 : Charles Helmsing (Charles Herman Helmsing)
- 11 avril 1962-10 septembre 1969 : Ignatius Strecker (Ignatius Jérôme Strecker)
- 18 février 1970-5 mars 1973 : William Baum (William Wakefield Baum)
- 22 octobre 1973-11 janvier 1984 : Bernard Law (Bernard Francis Law)
- 20 octobre 1984-24 janvier 2008 : John Leibrecht (John Joseph Leibrecht)
- 24 janvier 2008-15 septembre 2015 : James Johnston (James Vann Johnston)
- depuis le 25 avril 2016 : Edward Rice (Edward Matthew Rice)

## Sources
- Fiche du diocèse sur le site catholic-hierarchy.org